# Salvatore Giunta
Ne doit pas être confondu avec Salvatore Gionta.
Salvatore Giunta, né le 21 janvier 1985 à Clinton, dans l'Iowa, est un soldat américain de l'U.S. Army. Il est connu pour être la première personne à recevoir la médaille d'honneur de son vivant depuis la guerre du Viêt Nam. Il a reçu cette haute distinction militaire après avoir sauvé la vie des membres de son équipe le 25 octobre 2007, pendant la guerre d'Afghanistan.

## Biographie

### Origines et enfances
Salvatore Giunta nait de parents Italo-Américains le 21 janvier 1985 dans la petite ville de Clinton dans l'Iowa. Il grandit dans les villes de Cedar Rapids et Hiawatha. Il reçoit son éducation dans la John F. Kennedy High School. Puis, à l'âge de 17 ans, en novembre 2003, il s'engage dans l'United States Army. Il est le premier de sa famille à le faire depuis que ses grands-parents ont immigré d'Italie.

### Carrière militaire
Il est déployé pour la première fois en Afghanistan de mars 2005 à mars 2006, puis de mai 2007 à juillet 2008. Il fait alors partie du deuxième bataillon, 503e régiment d'infanterie et 173e brigade aéroportée. En août 2009, il est promu staff sergeant.

### Médaille d'honneur
En octobre 2007, sa compagnie, qui est stationnée dans la vallée de Korangal, dans l'Est de l'Afghanistan, lance l'Opération Rock Avalanche d'une durée de six jours. Le 25 octobre, le capitaine Dan Kearney, envoie les 2e et 3e pelotons en direction de plusieurs villages locaux afin de récupérer auprès d'eux l'équipement américain que les talibans avaient capturé quelques jours plus tôt.

#### Embuscade

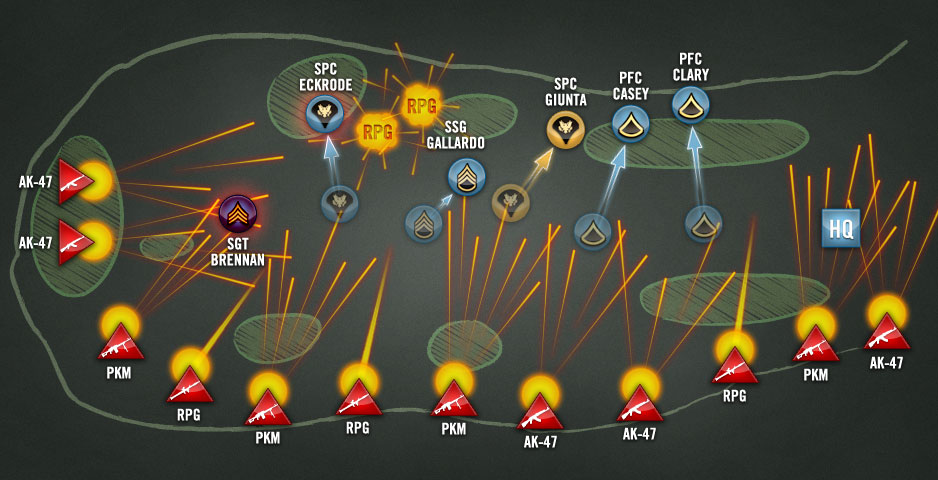
Embuscade du 25 octobre 2007.

Alors que la nuit tombe, Giunta et le reste de son équipe sont pris en embuscade par environ 15 talibans. Après environ 3 minutes de combat intense, l'équipe réussit à mettre fin à l'embuscade.

#### Remise de la médaille

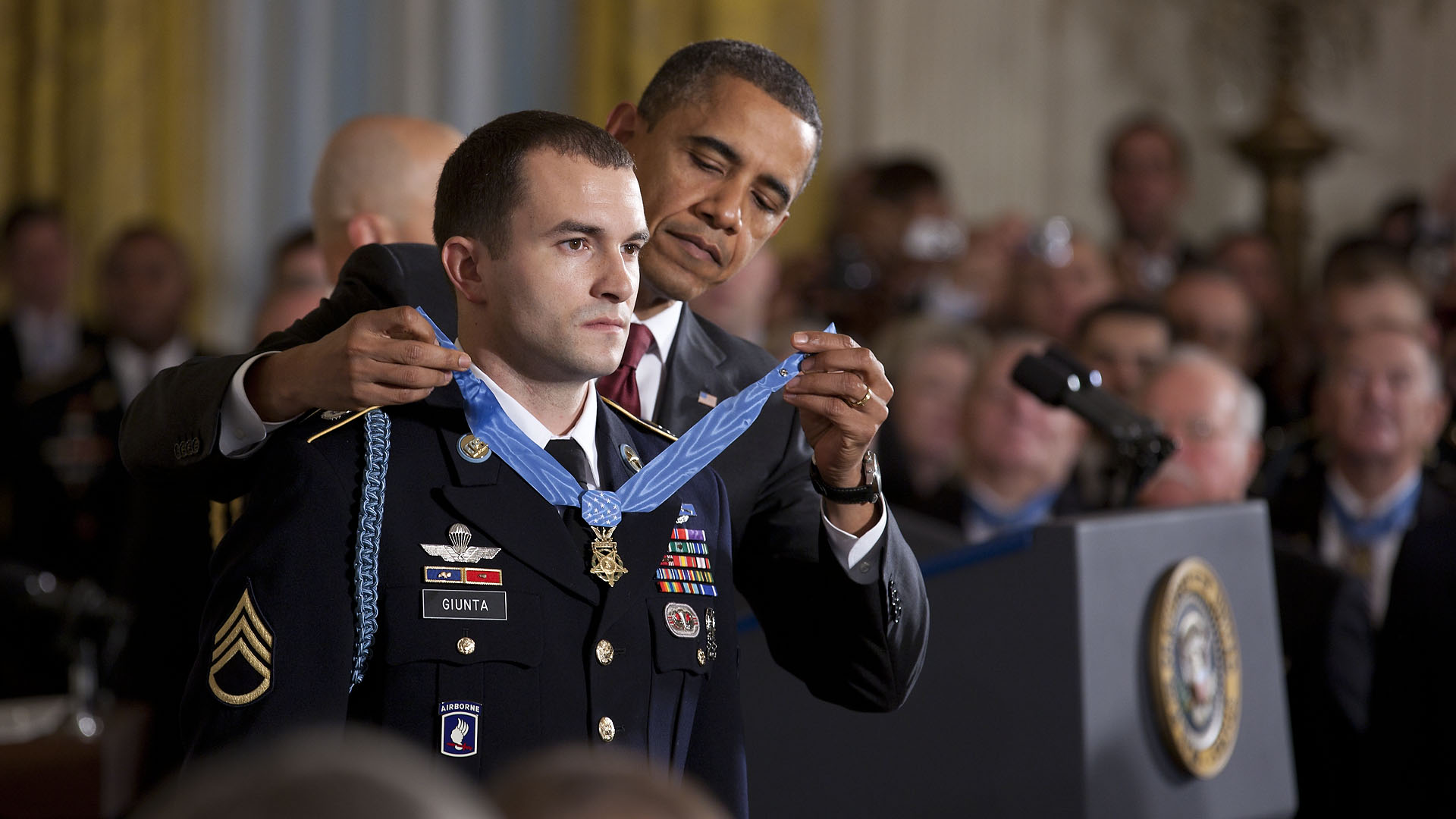
Barack Obama remet la médaille d'honneur le 16 novembre 2010

Le 10 septembre 2010, la Maison-Blanche annonce que Giunta sera récompensé avec la plus haute distinction militaire des États-Unis, la première décernée à une personne vivante depuis la guerre du Viêt Nam. Le 16 novembre 2010, il est médaillé par Barack Obama lors d'une cérémonie à la Maison-Blanche.